# Womanhouse

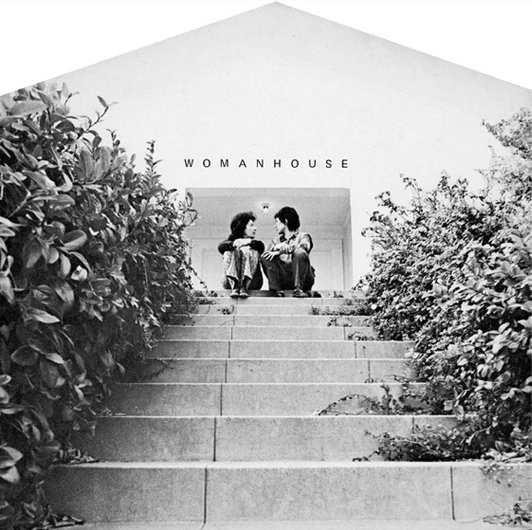
Couverture du catalogue d'exposition Womanhouse avec Judy Chicago et Miriam Schapiro.

Womanhouse (30 janvier - 28 février 1972) est un espace d'installations et performances artistique féministe créé par Judy Chicago et Miriam Schapiro, cofondatrices du Feminist Art Program du California Institute of the Arts.
Judy Chicago, Miriam Schapiro, leurs étudiantes et des artistes femmes locales ont participé à cette installation dans une villa abandonné du quartier de Hollywood, à Los Angeles. Judy Chicago et Miriam Schapiro encouragent leurs étudiantes à s'approprier les techniques de sensibilisation afin de générer le contenu de l'exposition. Seules les femmes furent autorisées à visiter l'exposition le premier jour. Par la suite l'exposition fut ouverte à tout le monde. L'exposition a accueilli environ 10 000 visiteurs.

## Origines
Le Feminist Art Program fut créée en 1971 au California Institute of the Arts, après une année expérimentale au Fresno State College sous le nom de Initial feminist art classes. Les étudiantes du programme ont été admises en tant que groupe lorsque les deux fondatrices ont été embauchées au CalArts, après que Chicago ait compris que le Fresno State College était réticent à accepter leur vision d'un nouveau genre d'un art centré sur les femmes. Leurs intentions étaient d'enseigner sans les règles hiérarchiques usuelles mais de manière unilatérale entre les étudiants et les enseignantes.

## Participants

### Fondatrices
- Judy Chicago (Menstruation Bathroom, Cock and Cunt Play)
- Miriam Schapiro (The Dollhouse, Dining Room)

### Artistes invitées
- Sherry Brody (Lingerie Pillows, The Dollhouse, Dining Room)
- Carol Edison Mitchell
- Wanda Westcoast

### Étudiantes
- Beth Bachenheimer (Shoe Closet, Dining Room)
- Susan Frazier (Nurturant Kitchen/Aprons in Kitchen)
- Camille Grey (Lipstick Bathroom)
- Paula Harper (suggested project)
- Vicky Hodgetts (Nurturant Kitchen/Eggs to Breasts)
- Kathy Huberland (Bridal Staircase)
- Judy Huddleston (Personal Environment)
- Janice Johnson
- Karen LeCocq (Leah's Room, Dining Room)
- Janice Lester (Personal Space, Cock and Cunt Play)
- Paula Longendyke (Garden Jungle)
- Ann Mills (Leaf Room)
- Robin Mitchell (Painted Room, Dining Room)
- Sandra (Sandy) Orgel (Ironing, Linen Closet)
- Jan Oxenburg
- Christine (Chris) Rush (Scrubbing, Necco Wafers)
- Marsha Salisbury
- Robin Schiff (Nightmare Bathroom)
- Mira Schor (Red Moon Room)
- Robin Weltsch (Nurturant Kitchen/Eggs to Breasts)
- Faith Wilding (Womb Room & Waiting, Cock and Cunt Play, Dining Room, Crocheted Environment)
- Shawnee Wollenmann (The Nursery)
- Nancy Youdelman (Leah's Room)

## Installations
- Aprons in Kitchen (Susan Frazier)

Des tabliers ont été cousus avec de fausses poitrines et autres parties du corps féminin. Ce qui permet à la femme de se destituer de ses caractéristiques physiques lorsqu'elle a terminé les tâches ménagères. Cette installation démontre l'inextricable lien entre le physique d'une femme et son rôle social.
- Eggs to Breasts (Vicky Hodgetts)

Des formes recouvrent les murs et le plafond de poitrines. En forme d'œufs sur le plafond elles se transforment peu à peu en poitrine au fur et à mesure que le motif descend vers le sol. Le rôle traditionnel de la mère nourricière est ici souligné par l'association de la cuisine et des poitrines tombantes.
- Dining Room (Beth Bachenheimer, Sherry Brody, Karen LeCocq, Robin Mitchell, Miriam Schapiro, Faith Wilding)

Dining Room représente une couronne moulée de fruits peints de manière réaliste. Une peinture murale, basée sur les natures mortes d'Anna Claypoole Peale, se trouve derrière la table à manger. Sur la table sont installés les moulages d'un pain, une dinde, un jambon, une tarte aux noix de pécan, un saladier, un verre de vin et une bouteille de vin. Un plafonnier est suspendu au-dessus de la table. Sous la table, un tapis a été peint en pochoir à même le sol. Dining Room est le projet le plus collaboratif de Womanhouse, puisque 7 personnes y ont contribué.
- Bridal Staircase (Kathy Huberland)

L'installation est composé d'une poupée de mariée, taille réelle, habillée d'une robe et d'un voile de mariée, et descendant des escaliers. Elle est fixée au mur sur le palier. Du voile orne les murs et une guirlande de feuilles vertes et de fleurs entoure la balustrade.
- Personal Environment (Judy Huddleston)

Conçu par l'artiste comme « un monde entièrement différent » qui transcende le « monde établi ».
- Crocheted Environment (Faith Wilding)

Semblable à un « abri primitif d'utérus », la pièce est peinte en noir orné d'un motif réalisé en crochet sur les murs et une seule ampoule au plafond.
- Leaf Room (Ann Mills)

Une pièce avec des feuilles peintes sur les murs. les feuilles représentent plusieurs cycles : celui des saisons, de la vie, des sensations. Elles fonctionnent également comme des boucliers symboliques pour l'artiste, lui permettant de s'exposer et de se cacher en même temps.
- Leah's Room From Colette's Chéri (Karen LeCocq, Nancy Youdelman)

Lea, une courtisane âgée basée sur le roman de Colette, Chéri, est assise dans une chambre couleur pêche. Une performance, exécutée en continu pendant toute la durée de l'exposition, implique Lea se maquillant puis retirant le maquillage, dans un cycle sans fin. La performance montre les normes de beauté des ménagères de classe moyenne. Lea fait un effort continu afin de garder l'attention d'un homme, alors que sa beauté se détériore avec l'âge.
- Personal Space (Janice Lester)

Une chambre qui sert de fantasme personnel à l'artiste, une pièce où seule elle est autorisée à entrer. La pièce secrète est aussi bien un sanctuaire qu'un piège.
- Painted Room (Robin Mitchell)

Une autre chambre blanche, peinte d'éclats de couleur sur les murs et le sol.
- Red Moon Room (Mira Schor)

Une peinture représentant un autoportrait de l'artiste et une lune rouge au-dessus d'un paysage montagneux.
- Shoe Closet (Beth Bachenheimer)

Pour cette installation plusieurs centaines de paires de chaussures ont été récupérées puis peintes. L'artiste pointe du doigt une des obsessions féminines les plus populaires : l'accumulation de chaussures.
- Linen Closet (Sandy Orgel)

Une mannequin est installée dans un placard, les étagères et tiroirs lui transperçant le corps. Des draps pliés sont rangés sur ces étagères.
- Lipstick Bathroom (Camille Grey)

Dans une salle de bains peinte avec des couleurs claires, l'artiste a déposé 200 rouges à lèvres, une baignoire souligné de fourrure, et la figure d'une femme peinte entièrement en rouge. Un éclairage de scène a été utilisé pour éclairer la pièce.
- Menstruation Bathroom (Judy Chicago)

Une salle de bains peinte entièrement en blanc, avec un voile de tulle qui recouvre les étagères. Une poubelle est remplie de ce qui semble être des tampons hygiéniques usés, le jardin secret d'une femme qui ne peut pas être caché.
- Nightmare Bathroom (Robbin Schiff)

Une baignoire dans laquelle se trouve une femme, en partie sous l'eau, entièrement recouverte de sable blanc.

## Performances
- Maintenance est composée de deux performances : Scrubbing exécutée par Christine Rush et Ironing par Sandra Orgel. Deux performances liées à la maintenance. Une femme frotte le sol, à quatre pattes, avec une brosse dans un mouvement continu et répétitif. Une autre femme repasse des draps encore et encore. La monotonie aliénante des tâches met en lumière leur nature performative, et comment ces performances jouent un rôle dans la construction sociale des rôles féminins et masculins.
- The Birth Trilogy

Dans la première partie de la maison, un groupe de femmes se tient en ligne symbolisant la naissance de chacune à l'autre. Dans ce scénario les bébés sont allongés sur le sol jusqu’à ce que leur mère viennent les prendre et les élever. À la fin, toutes les femmes se rassemblent en cercle en chantant et scandant tête baissée. Le chant devient de plus en plus fort, se terminant sur un « pic de cri de joie ».
- Three Women

Trois types de femmes sont représentées: l'arnaqueuse, la hippie et la mère. Elles ont été exagérément maquillées afin de créer un effet comique. Elles racontent leur histoire, chacune piégée par certains aspects d'être une femme.
- Cock and Cunt play écrit par Judy Chicago, performée par Janice Lester et Faith Wilding.
- Waiting écrit par Faith Wilding. L'actrice est assise sur une chaise à bascule, et raconte comment ses jours étaient définis par l'attente et l'expectation : son mari lui donnant du plaisir, ses enfants de quitter la maison, et elle attendant d'avoir du temps pour elle.